# ESPN
ESPN tên viết tắt của tên gốc trước đây Entertainment and Sports Programming Network, là một kênh truyền hình chuyên về thể thao ra đời ngày 7 tháng 9 năm 1979 và phát 24h mỗi ngày. Kênh này được Scott Rasmussen và cha mình là Bill Rasmussen sáng lập dưới sự hướng dẫn của Chet Simmons, người sau này làm chủ tịch và CEO đầu tiên của mạng lưới này. 
ESPN mang đến cho khán giả những chương trình thể thao hấp dẫn và sôi động diễn ra trên thế giới. Với hơn 5.000 giờ phát sóng trực tiếp mỗi năm, ESPN chuyển tải hơn 65 sự kiện thể thao vòng quanh thế giới, bao gồm bốn giải đấu thể thao chuyên nghiệp: MLB (Major League Baseball - bóng chày), NBA (National Basketball Association - bóng rổ), NFL (National Football League - bóng bầu dục), NHL (National Hockey League - khúc côn cầu). Các chương trình nổi bật của ESPN rất được ưa chuộng như SportsCentre (tin thể thao tổng hợp), Football Asia, truyền hình trực tiếp Champions League và các giải Grand Slam quần vợt phục vụ cho khán giả yêu thích thể thao. ESPN hiện có hơn 100 triệu hộ ở Mỹ và 150 quốc gia sử dụng thông quan ESPN International.